# Myrmeleon (Myrmeleon) doralice
Myrmeleon (Myrmeleon) doralice is een insect uit de familie van de mierenleeuwen (Myrmeleontidae), die tot de orde netvleugeligen (Neuroptera) behoort. 
Myrmeleon (Myrmeleon) doralice is voor het eerst wetenschappelijk beschreven door Banks in 1911.